# آمیگا کورپوریشن
شرکت آمیگا (انگلیسی: Amiga Corporation) یک شرکت رایانه‌ای آمریکایی بود، که در سال ۱۹۸۲ توسط جی ماینر تأسیس شد و در سال ۱۹۸۴ در پی ادغام با شرکت کمودور اینترنشنال منحل گردید.